# Esther Mwombe
Esther Mwombe (ur. 12 maja 1987) – kenijska siatkarka, reprezentantka kraju grająca jako przyjmująca. Obecnie występuje w drużynie Kenya Prisons.